# Eufrozina (9. stoljeće)
Eufrozina (grč. Εὐφροσύνη) bila je bizantska princeza i carica.

## Životopis
Carica Eufrozina je rođena oko 790. god. kao kći bizantskog cara Konstantina VI. (Κωνσταντῖνος) i njegove prve supruge, carice Marije od Amnije. Car Konstantin se rastao od Marije u siječnju 795. te je poslao Mariju i Eufrozinu u samostan na otoku Prinkipo (danas Büyükada). Car je potom oženio svoju konkubinu Teodotu.
Eufrozina je bila u samostanu do oko 823. Udala se za cara Mihaela II. Amorijskoga te je postala carica, ali je brak smatran kontroverznim. Svom mužu nije rodila djecu. Car Mihael je umro 829. te ga je naslijedio njegov sin iz prvog braka, Teofil, koji je oženio Teodoru. Moguće je da je Teodoru Teofilu za suprugu izabrala upravo Eufrozina, koja je okupila djevojke na dvoru, nakon čega je otišla u samostan, što je Teofilu bilo po volji.
Nije poznato kada je Eufrozina umrla.